# Трансильванское плато
Трансильванское плато (Подишул Трансилванией; рум. Podişul Transilvaniei, венг. Erdélyi-medence) — крупное межгорное плато на территории республики Румыния, имеющее своеобразное геологическое строение и географические характеристики, нашедшие отражение в истории, культуре и природе историко-культурной области Трансильвания, ядром которой плато и является. Основные крупные города современного плато — Клуж-Напока, Брашов, Сибиу, Тыргу-Муреш. Умеренно континентальный климат. Лето жаркое, сухое. Зима довольно холодная, морозная (эффект котловины). Количество осадков варьирует в зависимости от положения склона по отношению к господствующим ветрам. Ландшафт — леса и степи, сельхозугодья. Плато населяют в основном румыны, венгры, также цыгане. В прошлом значительным было присутствие славян, оставивших некоторую топонимику (румынское название плато Подишул восходит к слав. предлогу «под», букв. «под горами»), и немцев (трансильванские саксы).

## География
Трансильванское плато представляет собой своеобразную межгорную впадину-котлован со средними высотами в центральной части между 300—600 м над уровнем моря, по юго-восточным окраинам 700—900 м. С востока над плато возвышаются Восточные Карпаты, с юга — Южные Карпаты, с запада Западно-Румынские горы. На северо-западе плато открывается к Среднедунайской равнине, со стороны которой сюда мигрировали славяне, венгры и немцы. Имеется несколько перевалов. Рельеф плато можно охарактеризовать как сочетание холмов с плоскими вершинам, возвышенностей, небольших гор, куэстовых гряд. Плато сложено преимущественно песчаниками и глинами неогена, местами имеются выходы лёссами. Из-за довольно густой речной сети, стекающей с Карпатских склонов, плато подвержено водной и ветровой эрозии, за тысячелетия его сильно расчленили овраги и долинами рек Сомеш, Муреш, Олт и их многочисленных и довольно полноводных притоков. Плато имеет сложную геологию, богато полезными ископаемыми, что и привлекло сюда римские войска императора Траяна. До прихода римлян плато населяли древние даки (индоевропейские племена иллирийского происхождения). Именно римские поселенцы бывшей Римской Дакии начали организованную добычу ценных металлов (золото, серебро).

## Хозяйственная деятельность
В новое время разработаны месторождения поваренной соли (Деж и др.), горючих газов (Медиаш, Сэрмаш, Лудуш, Базна, Надеш, Ноул-Сэсеск, Копша-Микэ и многие другие др.). Значительны посевные площади отведённые под выращивание пшеницы, табака, сахарной свёклы. Многие степные участки земли издавна были отведены под овцеводство и выпас крупного рогатого скота, хотя на сильно расчленённых, труднодоступнух склонах сохраняются местами девственные степи и лесостепи, по долинам рек леса. В крупных городах во времена позднего Средневековья и особенно во времена советской Румынии получила развитие текстильная, стекольная, кожевенно-обувная, пищевая, мебельная промышленность, а также машиностроение. сельзох. угодья. В некоторых регионах плато (так наз. Сибиуский край) часть румынского населения (моканы) сохраняет традиционный полукочевой уклад жизни.

## История
Во времена античности плато было колыбелью культуры даков, золотые и серебряные рудники которых привлекли лобанских римлян. В II—III веках, после римского завоевания, защищённое горными хребтами плато стало местом интенсивной античной романизации. После ухода римской администрации романоязычное население (до 1 млн чел), по-видимому сохранилось, несмотря на интенсивные миграции готов, аваров и гепидов вдоль и вокруг Карпатских гор. В VI—X веках внутрь плато проникли мигрирующие на Балканы славяне, смешавшиеся с валахами, но оставившие значительные следы в их быте, языке и культуре. В X-XIX веках на плато проникают также полукочевые венгерские племена (венгры, секлеры-секеи, чангоши), компактно заселившие ряд территорий плато, образовав многочисленные и довольно обширные анклавы внутри валашского ареала. В Средние века на плато возникло Трансильванское княжество.